# Štefan Maixner
Štefan Maixner (Bratislava, 14 april 1968) is een voormalig profvoetballer uit Slowakije. Hij speelde als aanvaller en beëindigde zijn loopbaan in 2005 bij FC Artmedia Petržalka.

## Interlandcarrière
Maixner kwam in totaal drie keer (nul doelpunten) uit voor het Slowaaks voetbalelftal in de periode 1995-1996. Onder leiding van bondscoach Jozef Vengloš maakte hij zijn debuut voor zijn vaderland op 26 april 1995 in het EK-kwalificatieduel in Nantes tegen Frankrijk (4-0). Hij viel in dat duel na 74 minuten in voor Marek Penksa.

## Erelijst
Slovan Bratislava
- Slowaaks landskampioen

1995, 1996
- Slowaakse Supercup

1995
 FC Artmedia Petržalka
- Slowaaks landskampioen

2005
- Slowaaks bekerwinnaar

2004
- Slowaakse Supercup

2005